# 아사히교 (아사히카와시)

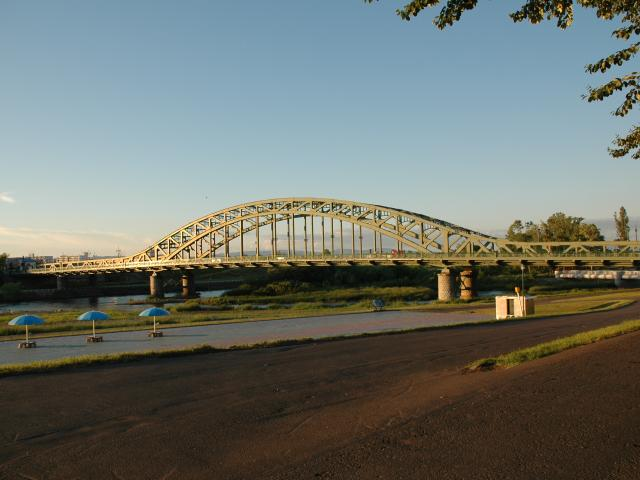
아사히 교의 전경.

아사히교(旭橋 아사히바시[*])는 일본 홋카이도 아사히카와시 이시카리강과 우슈베쓰강에 가설되어 있는 다리이다. 국도 제40호선의 다리이며, 예전에는 일본 제국 육군 제7사단 사령부로 통하는 도로로서 중요한 역할을 담당해 왔다. 현재는 상하류에 교량이 있어 교통이 분산되어 있다. 아사히카와시를 상징하는 다리로 아사히카와 팔경으로 꼽히고 있다.